# 軎
軎，亦作轊，中國古代車器，是一種套在車軸兩端的部件。

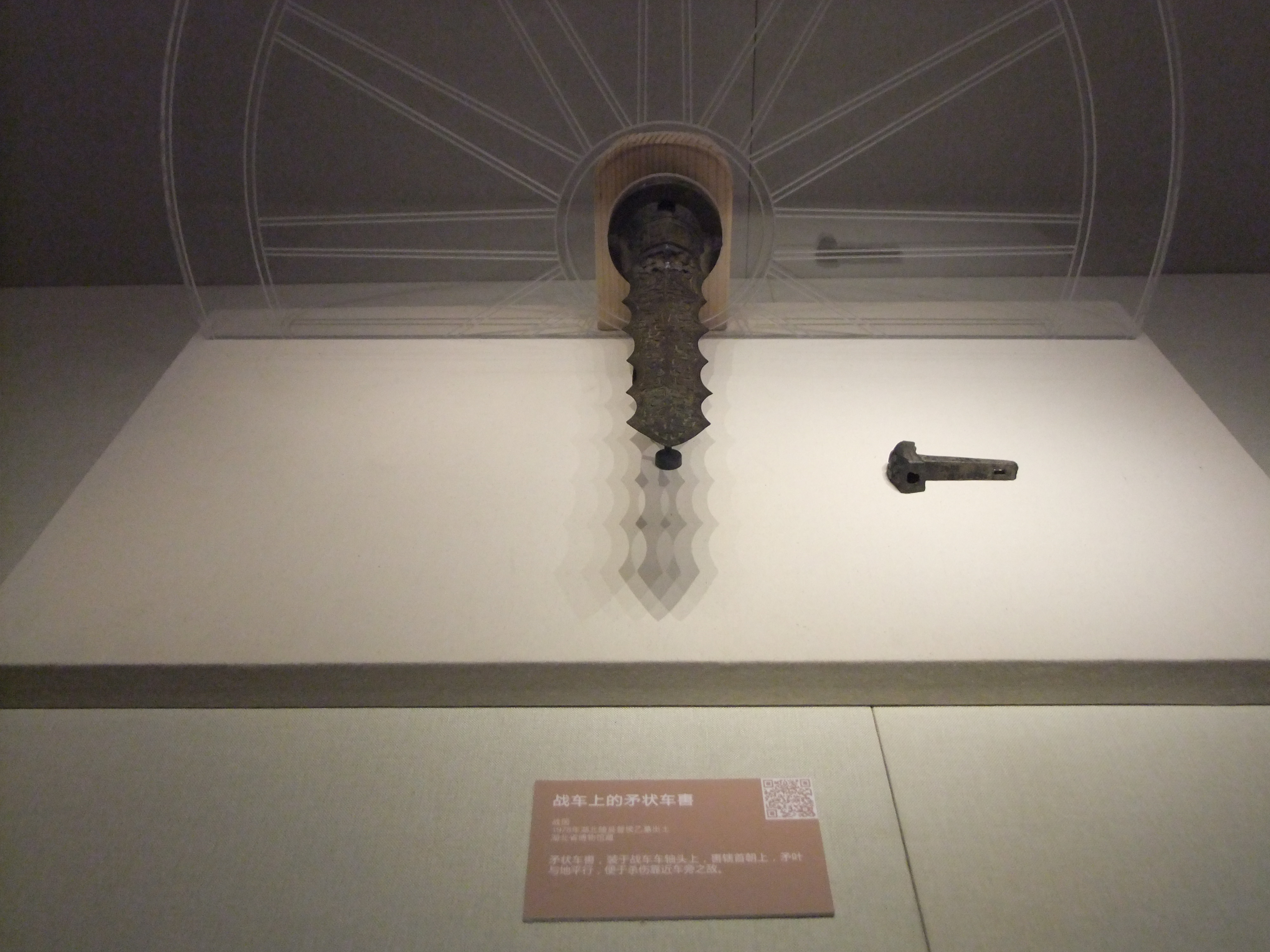
湖北省博物館藏戰國時期矛狀車軎

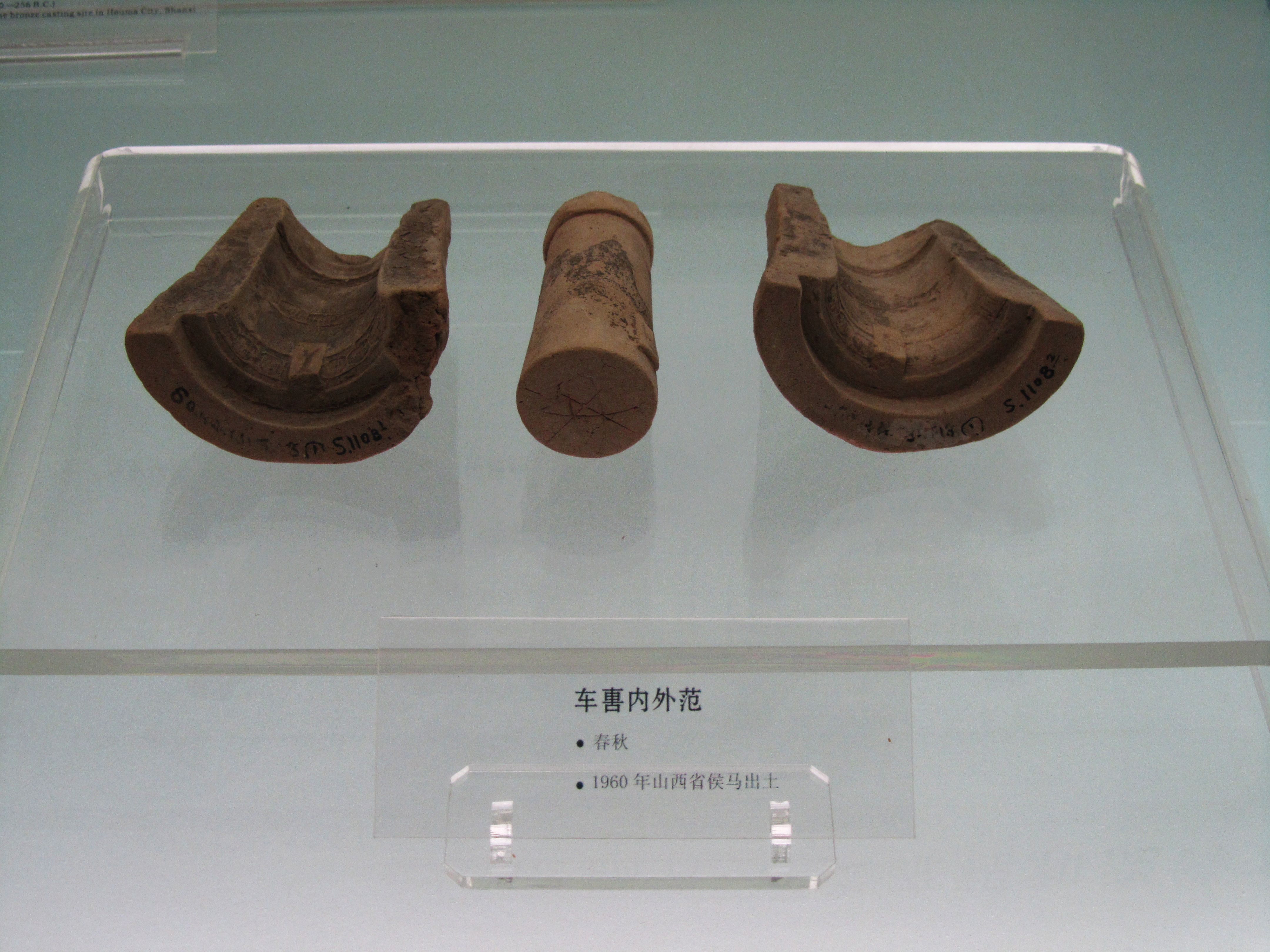
山西博物院藏春秋時期車軎內外陶範

中國古代車輛的車軸穿過轂後，末端露在轂外。通常在車軸末端套上軎以加固軸頭。軎一般呈長筒形，由青銅或鐵製成。青銅軎出現於商代晚期，漢代起則逐漸被鐵軎所取代。軎上開孔，轄插入孔內，將軎與軸固定，防止車輪脫落。
由於軎突出在外，車輛交錯時容易發生碰撞。《史記·田單列傳》記載，當田單率領族人逃離燕軍追擊時，他命人鋸短車軸，而以鐵箍包裹。結果，只有田單一族順利脫逃，其他人的車輛則因軎相互碰撞而無法前行，最終遭燕軍俘虜。